# Camera dei deputati (Italia)
La Camera dei deputati (o semplicemente Camera), nell'ordinamento costituzionale italiano, è l'assemblea legislativa che, insieme al Senato della Repubblica, compone il Parlamento italiano.
Istituita nel 1948, riprende l'analogo organismo ereditato dal Regno d'Italia nel 1861 noto fino all'Unità come Camera dei deputati del Regno di Sardegna e che nel 1939 fu soppresso dal fascismo per essere rimpiazzato dalla Camera dei fasci e delle corporazioni. Dopo la caduta del fascismo durante la seconda guerra mondiale e la conseguente trasformazione dell'Italia in Repubblica a fine conflitto, la nuova Costituzione del 1948 ripristinò la Camera dei deputati e il Senato della Repubblica.
Con legge costituzionale del 2019, confermata con referendum del 20 settembre 2020, la consistenza della Camera è stata modificata da 630 a 400 membri; la modifica è entrata in vigore in occasione della consultazione elettorale del 25 settembre 2022.
Come il Senato, la Camera è eletta normalmente ogni cinque anni salvo i casi di elezione prima del termine.

## Sede della Camera
Sede della Camera dei deputati è Palazzo Montecitorio, dove si riunisce sin dal 1871, poco dopo lo spostamento della capitale del Regno d'Italia a Roma.
Le sedi precedenti della Camera del Regno d'Italia furono Palazzo Carignano a Torino (1861-1865) e Palazzo Vecchio a Firenze (1865-1871).
A Montecitorio sedettero anche gli organi assembleari che interruppero la sequenza tra Camera dei deputati del Regno d'Italia e Camera dei deputati della Repubblica Italiana: dal 1939 al 1943, durante il regime fascista, la Camera dei deputati fu sostituita dalla Camera dei fasci e delle corporazioni, la quale fu a sua volta succeduta, dal 1945 al 1946, dalla Consulta nazionale e, dal 1946 al 1948, dall'Assemblea Costituente.

## Composizione
Originariamente lo Statuto Albertino e la Costituzione repubblicana prevedevano un numero di deputati variabile in base alla popolazione di ciascuna circoscrizione; a partire dal 1963 il numero totale venne fissato a 630.
In applicazione della legge costituzionale n.1/2020, approvata con referendum confermativo, il numero di deputati è stato fissato a 400. Tale composizione è entrata in vigore a partire dalla XIX legislatura.

## Dirette televisive
Le dirette televisive delle varie sedute della camera sono garantite dalla Rai e dal canale satellitare Camera dei deputati Tv, e dal sito ufficiale istituzionale.

## Sistema elettorale

### Periodo monarchico
La prima legge elettorale, mutuata da quella in vigore nel Regno di Sardegna, prevedeva un'elezione del Parlamento mediante uno scrutinio maggioritario a doppio turno, con il paese suddiviso in tanti collegi quanti erano i seggi dell'assemblea.
La prima modifica avvenne nel 1919 quando si passò a un meccanismo proporzionale fra liste concorrenti di partito.
L'avvento del fascismo diede luogo a una svolta antidemocratica nel sistema elettorale, dapprima con la legge Acerbo che nel 1924 corresse la proporzionale con un larghissimo premio di maggioranza, pari ai due terzi dei seggi, a favore della lista più votata, e poi col passaggio nel 1929 a un sistema plebiscitario in cui una formale approvazione popolare giustificava l'elezione esclusiva dei candidati designati dal regime. La caduta del regime fascista con il conseguente ristabilimento delle libertà democratiche, sin dalle elezioni dell'Assemblea Costituente nel 1946, permise il ritorno a una legge elettorale che prevedesse una ripartizione proporzionale dei seggi su base circoscrizionale e con assegnazione dei resti su base nazionale.

### Periodo repubblicano
Dal 1948 al 1993 la Camera fu eletta tramite la legge elettorale italiana del 1946, un sistema proporzionale puro che prevedeva la possibilità di esprimere un voto di preferenza.
Nel 1993 si passò alla legge Mattarella, un sistema elettorale prevalentemente maggioritario, in cui il 75% dei deputati (ossia 475) veniva eletto con un sistema di tipo maggioritario: in ciascuno dei 475 collegi uninominali in cui era diviso il territorio italiano, veniva eletto solo chi in essi raccoglieva il maggior numero di voti, mentre il restante 25% dei seggi veniva eletto con un sistema proporzionale, corretto con un meccanismo per favorire i partiti perdenti nei collegi uninominali, ma con uno sbarramento per i partiti che non superavano il 4% dei voti.
Nel 2006, dopo tre legislature, è stata applicata la legge Calderoli, una nuova legge proporzionale, senza possibilità di indicare preferenze fra i candidati, ma solo verso una lista, corretta con un premio per la coalizione di maggioranza relativa (ottiene 340 seggi se non riesce a ottenerne un numero superiore); inoltre, per la prima volta sono stati assegnati seggi per gli eletti dai cittadini residenti all'estero.
Nel 2015 la legge Calderoli, già dichiarata parzialmente incostituzionale l'anno precedente, fu definitivamente sostituita dalla legge elettorale italiana del 2015 (Italicum), di impianto proporzionale, seppur corretto, a doppio turno con ballottaggio. La nuova legge prevedeva una combinazione di capilista "bloccati" e preferenze, oltre a mantenere il premio di maggioranza di 340 seggi alla lista (non più alla coalizione) che raggiunga almeno il 40% dei voti o che vinca all'eventuale ballottaggio. Tuttavia, anche l'Italicum fu dichiarato parzialmente incostituzionale e non trovò mai applicazione in una tornata elettorale.
In seguito è entrata in vigore la legge Rosato (legge 165/2017), che, col decreto di attuazione (d.lgs. 189/2017), istituisce un complesso sistema misto di proporzionale (basato su collegi e liste bloccate) e uninominale, a prevalenza proporzionale. In base al nuovo sistema elettorale, 232 deputati sono eletti con un sistema maggioritario nell'ambito di altrettanti collegi uninominali e 386 con un sistema proporzionale. La soglia di sbarramento, determinata tuttavia su base nazionale, esclude dalla ripartizione dei seggi le liste che ottengano meno del 3% dei voti validi. Non è ammesso il voto di preferenza, cosicché i candidati sono eletti semplicemente secondo l'ordine col quale compaiono nella lista, né il voto disgiunto, che invalida la scheda elettorale.
A seguito dell'entrata in vigore della legge costituzionale n. 19 ottobre 2020, n. 1, in materia di riduzione del numero dei parlamentari (successiva a referendum costituzionale), i deputati totali sono passati da 630 a 400 (seguendo sempre la legge Rosato, 147 eletti nel maggioritario, 245 nel proporzionale e 8 nella circoscrizione Estero).

## Elettorato attivo e passivo
La Camera dei deputati è eletta a suffragio universale e diretto. Gli elettori devono aver raggiunto la maggiore età.
Sono eleggibili alla carica di deputato tutti gli elettori che nel giorno delle elezioni abbiano compiuto i venticinque anni di età.

## Durata del mandato
La Camera (così come il Senato) è eletta per un mandato di cinque anni. Il presidente della Repubblica, sentiti i loro presidenti, può sciogliere le Camere, o anche una sola di esse.
L'art. 61 della Costituzione prevede che le elezioni per il rinnovo della Camera avvengano entro 70 giorni dalla fine della precedente. Il collegio così rinnovato si riunisce entro venti giorni dalle elezioni.

## Funzionamento
La Camera è costituita da tutti i deputati riuniti in seduta a Montecitorio, che organizzano il proprio lavoro secondo un calendario costituito da ordini del giorno. Alle riunioni dell'assemblea ha diritto di assistere anche il Governo con i suoi ministri. Se richiesto, il Governo ha l'obbligo di partecipare alle sedute. Reciprocamente, il Governo ha diritto di essere sentito ogni volta che lo richiede.

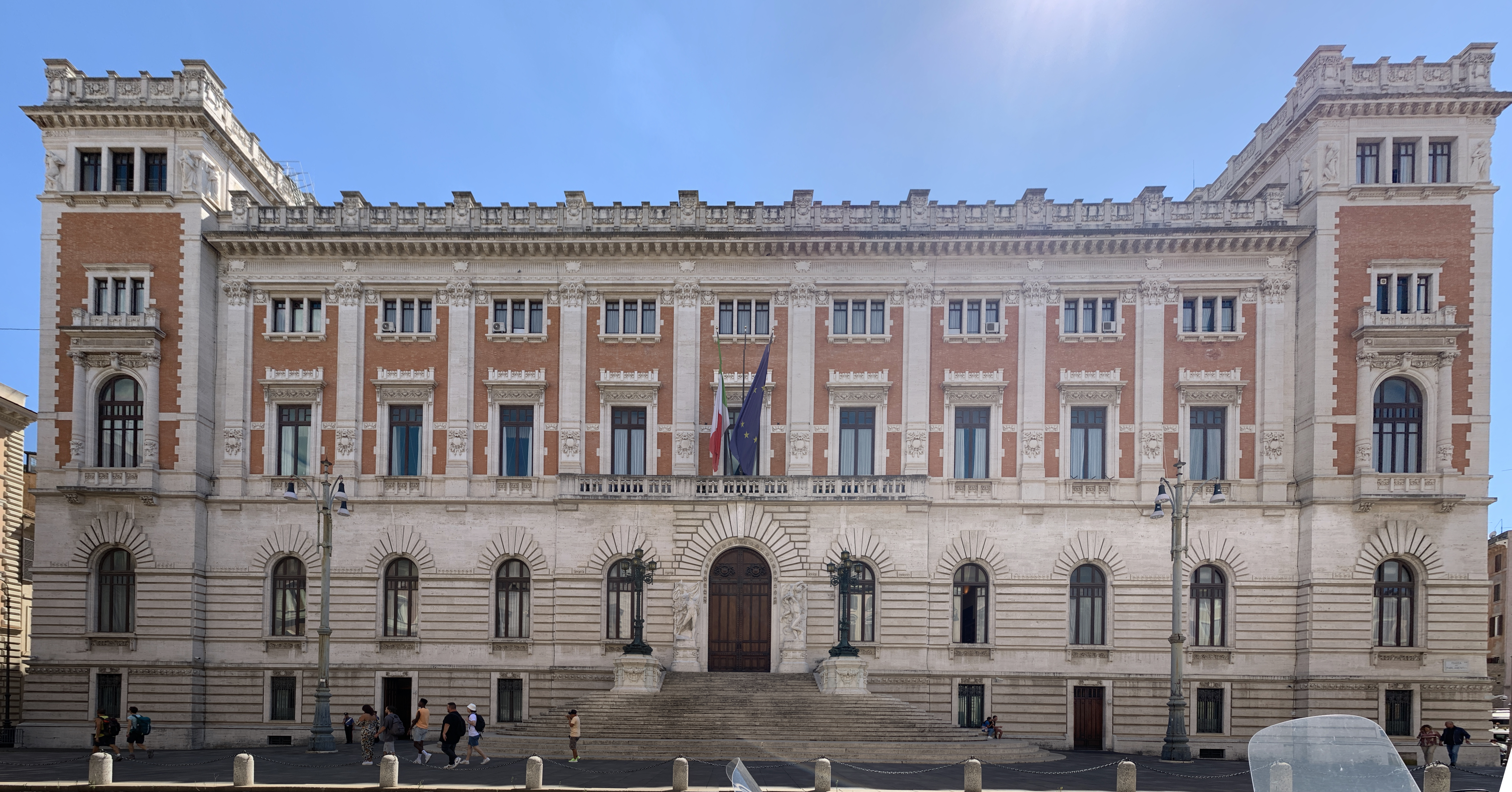
Ingresso da Piazza del Parlamento.

La durata in carica della Camera (e così pure del Senato) è di cinque anni, ma continua a esercitare il mandato elettorale in due casi:
- La prorogatio, prevista dall'art. 61.2 della Costituzione, è un istituto per cui l'organo scaduto continua a esercitare le proprie funzioni fino alla prima riunione della nuova Camera.
- La proroga, prevista dall'art. 60.2, che può essere disposta con legge ordinaria e solo in caso di guerra.

La Camera, secondo l'art. 62 della Costituzione, si riunisce di diritto due volte l'anno, il primo giorno non festivo di febbraio e di ottobre. Il presidente dell'assemblea, il presidente della Repubblica o un terzo dei componenti dell'assemblea può convocarla in via straordinaria (nel qual caso, la Camera può riunirsi di diritto).
Quando il Governo emana provvedimenti d'urgenza con forza di legge (decreti legge), deve presentarli al Parlamento per la richiesta di conversione in legge ordinaria il giorno stesso della pubblicazione sulla Gazzetta Ufficiale. Se le Camere sono state sciolte, vengono appositamente convocate e devono riunirsi entro cinque giorni (art. 77 Cost.).
L'art. 64 della Costituzione, dispone che ciascuna Camera adotta il proprio regolamento a maggioranza assoluta dei suoi componenti. È ovvia interpretazione che anche eventuali modifiche e integrazioni del disposto regolamentare siano sottoposte al vaglio finale dell'assemblea con analoga maggioranza parlamentare. Le Giunte per il Regolamento della Camera e del Senato svolgono un ruolo di consulenza tecnico-giuridica su questa importante materia.
I Regolamenti della Camera e del Senato disciplinano, in modo tra loro indipendente anche se coordinato, le modalità di esercizio delle funzioni dei due rami del Parlamento, la definizione degli organi e delle procedure, nonché l'organizzazione interna, nel rispetto dei principi posti dalla stessa Costituzione.
Per la natura regolamentare dell'atto e per i principi costituzionali di autonomia dei due rami del Parlamento cui dà attuazione, esso non è sottoposto al vaglio di legittimità della Consulta, se non per il formale rispetto dei requisiti di approvazione.

### Maggioranza alla Camera
I criteri per verificare l'esistenza di una maggioranza alla Camera sono disciplinati dall'articolo 64 della Costituzione.
Una seduta della Camera è valida se è presente la maggioranza dei componenti: il numero legale è quindi 201 (la metà più uno degli aventi diritto a partecipare). Questo quorum è definito strutturale. Tale numero legale si suppone esistente, finché non ne viene richiesta la verifica da alcuni parlamentari o dal presidente dell'Assemblea. Nel caso non si raggiunga il numero legale la seduta è tolta o rinviata.
Una delibera della Camera è valida se è votata dalla maggioranza dei presenti. Questo quorum è detto funzionale. La Costituzione prevede anche maggioranze diverse per casi speciali.

### Ruolo dell'astensionismo
L'articolo 64, terzo comma, della Costituzione prevede che le proposte, salve le maggioranze speciali previste, sono ordinariamente ''adottate a maggioranza dei presenti".
Nel regolamento della Camera è previsto che la maggioranza sia calcolata sulla base del numero dei deputati che nella votazione hanno espresso un voto, favorevole o contrario (considerati "presenti"), non contando gli astenuti (considerati "assenti"), calcolati invece ai fini del numero legale. Pertanto, se vi sono numerosi deputati (di solito gruppi) che si astengono, la maggioranza (ossia il numero minimo di voti favorevoli che una proposta deve ricevere per essere approvata) cala molto, proprio per questa definizione data di "presenti".

La Corte costituzionale, investita dell'argomento, si è espressa nella sentenza n. 78 del 1984 (vedi, in particolare, i punti 3 e 4 del "diritto"); il giudice a quo metteva, infatti, in dubbio, la legittimità costituzionale della norma regolamentare (art. 48, co. 2), ritenendola in contrasto con l'articolo 64, terzo comma, della Costituzione, in ordine alla legge 22 ottobre 1971, n. 865, approvata dalla Camera (con modalità ritenuta illecita), modificata dal Senato e definitivamente approvata dalla Camera, nel nuovo testo, con una maggioranza sicuramente conforme alla Costituzione. Nella prima deliberazione del 26 maggio 1971, il progetto di legge fu votato con 198 favorevoli, 121 contrari e 154 astenuti; il Presidente Pertini non ebbe problemi a dichiararne l'approvazione, ex art. 48, co. 2 RC; la maggioranza, quindi, fu calcolata sulla base del 319 deputati che avevano votati sì o no, senza computare i 154 astenuti. Qualora, invece, la maggioranza fosse stata calcolata sulla base di tutti i deputati "presenti", ossia che si trovavano nell'Aula al momento della deliberazione (319+154=473), la proposta sarebbe stata respinta, perché i favorevoli (198) erano in numero inferiore alla maggioranza (473/2+1=238). La Corte ha ribadito, con la citata sentenza n. 78, l'autonomia regolamentare di ciascuna Camera: cioè, in sede di formazione del Regolamento, ogni Camera è libera di attuare come meglio crede le norme costituzionali che la riguardano.

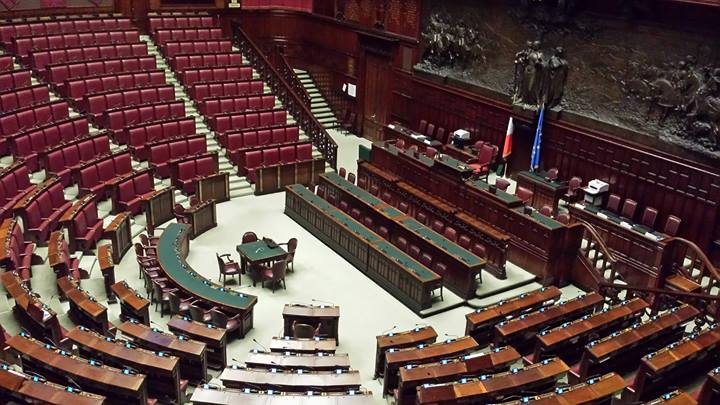
L'aula di Palazzo Montecitorio.

## Organi parlamentari

### Presidente della Camera dei deputati
Il Presidente della Camera dei deputati è la seconda più importante carica della Repubblica Italiana, insieme a quella di presidente del Senato (in funzione dell'ordine del protocollo, ha la precedenza il più anziano). Il suo ruolo è quello di presiedere le sedute dell'assemblea, mantenendo l'ordine in aula, fare rispettare il Regolamento della Camera, giudicare sull'ammissibilità dei testi e degli emendamenti proposti e garantire un funzionamento dei lavori adeguato per lo svolgimento delle prerogative della Camera.
Il Presidente siede al centro dell'assemblea, nel seggio più alto, munito di campanello per mantenere l'ordine e di apposti meccanismi elettronici per gestire le votazioni, i microfoni dei deputati e gli altri apparati.
Il Presidente della Camera presiede le sedute comuni del Parlamento.
Per la XIX Legislatura, il ruolo di presidente della Camera è ricoperto da Lorenzo Fontana, eletto il 14 ottobre 2022 al quarto scrutinio con 222 voti su 400.

### Ufficio di presidenza
L'Ufficio di presidenza (art. 5 e 12 regolamento interno) è presieduto dal presidente della Camera dei deputati ed è composto:
- Da quattro vicepresidenti, che collaborano con il presidente e lo sostituiscono in caso di assenza (art. 9 reg.) presiedendo a turno le sedute dell'Assemblea.
- Dai tre questori.
- Da almeno otto deputati segretari (art. 5 e art. 11 reg.) che in particolare collaborano con il presidente per assicurare la regolarità delle votazioni in Assemblea.
- Dal segretario generale (ma senza diritto di voto).

Il numero dei deputati segretari può essere elevato al fine di consentire la presenza di tutti i gruppi parlamentari nell'Ufficio di presidenza (art. 5, commi 4 e 5 reg.).
L'Ufficio di Presidenza sovrintende al Registro dei Rappresentanti di Interessi, ai sensi della Delibera del 8 febbraio 2017 , coadiuvato dal Sindacato dei Rappresentanti di Interessi Parlamentari - SIRIP .

#### Attuale Ufficio di Presidenza
|  |                             | Ruolo           | Gruppo parlamentare                                     | Data di elezione |
|  | --------------------------- | --------------- | ------------------------------------------------------- | ---------------- |
|  | Lorenzo Fontana             | Presidente      | Lega per Salvini Premier                                | 14 ottobre 2022  |
|  | Fabio Rampelli              | Vice Presidente | Fratelli d'Italia                                       | 19 ottobre 2022  |
|  | Giorgio Mulé                | Vice Presidente | Forza Italia                                            | 19 ottobre 2022  |
|  | Anna Ascani                 | Vice Presidente | Partito Democratico - Italia Democratica e Progressista | 19 ottobre 2022  |
|  | Sergio Costa                | Vice Presidente | Movimento 5 Stelle                                      | 19 ottobre 2022  |
|  | Paolo Trancassini           | Questore        | Fratelli d'Italia                                       | 19 ottobre 2022  |
|  | Alessandro Manuel Benvenuto | Questore        | Lega per Salvini Premier                                | 19 ottobre 2022  |
|  | Filippo Scerra              | Questore        | Movimento 5 Stelle                                      | 19 ottobre 2022  |
|  | Giovanni Donzelli           | Segretario      | Fratelli d'Italia                                       | 19 ottobre 2022  |
|  | Riccardo Zucconi            | Segretario      | Fratelli d'Italia                                       | 19 ottobre 2022  |
|  | Maria Carolina Varchi       | Segretario      | Fratelli d'Italia                                       | 19 ottobre 2022  |
|  | Fabrizio Cecchetti          | Segretario      | Lega per Salvini Premier                                | 19 ottobre 2022  |
|  | Francesco Battistoni        | Segretario      | Forza Italia                                            | 17 gennaio 2024  |
|  | Annarita Patriarca          | Segretario      | Forza Italia                                            | 19 ottobre 2022  |
|  | Gilda Sportiello            | Segretario      | Movimento 5 Stelle                                      | 19 ottobre 2022  |
|  | Roberto Traversi            | Segretario      | Movimento 5 Stelle                                      | 19 ottobre 2022  |
|  | Stefano Vaccari             | Segretario      | Partito Democratico - Italia Democratica e Progressista | 19 ottobre 2022  |
|  | Filiberto Zaratti           | Segretario      | Alleanza Verdi Sinistra                                 | 26 ottobre 2022  |
|  | Roberto Giachetti           | Segretario      | Italia Viva - Il Centro - Renew Europe                  | 26 ottobre 2022  |
|  | Antonio D'Alessio           | Segretario      | Azione-Popolari Europeisti Riformatori - Renew Europe   | 3 ottobre 2024   |
|  | Alessandro Colucci          | Segretario      | Noi Moderati - MAIE                                     | 8 novembre 2022  |
|  | Benedetto Della Vedova      | Segretario      | Misto - +Europa                                         | 8 novembre 2022  |

#### Funzioni dell'Ufficio di presidenza
Tra le competenze dell'Ufficio di presidenza, cui sono attribuiti anche poteri normativi interni, si segnalano quelle in materia di:
- ricorsi sulla costituzione dei gruppi parlamentari e composizione delle Commissioni (art. 12, comma 2, reg.);
- sanzioni nei confronti dei deputati che turbino l'ordine delle sedute (art. 60, comma 3 e 4 reg.);
- ripartizione dei rimborsi ai partiti per le spese elettorali (art. 9 della legge 10 dicembre 1993, n. 515, art. 1 e 2 della legge 3 giugno 1999, n. 157, art. 1 e 2 della legge 26 luglio 2002, n. 156);
- deliberazione del bilancio annuale delle spese della Camera, che è poi sottoposto all'approvazione dell'Assemblea (art. 12, comma 2, e 66 reg.);
- condizione dei deputati (indennità, competenze, ecc..);
- organizzazione dell'Amministrazione della Camera, stato giuridico ed economico del personale[15], amministrazione e contabilità, nomina del Segretario generale e attribuzione degli incarichi dirigenziali (art. 12, comma 3, reg.);
- conservare e mantenere il Registro dei Rappresentanti di Interessi [16].

### Collegio dei questori
In base al Regolamento della Camera (art. 10), tre deputati questori curano collegialmente il buon andamento dell'Amministrazione, vigilando sull'applicazione delle relative norme e delle direttive del presidente. Il Collegio dei questori elabora annualmente il progetto di bilancio interno, che è sottoposto successivamente all'esame dell'Ufficio di presidenza (di cui i deputati questori fanno parte) ed è poi discusso e approvato dall'Assemblea. I Questori sovraintendono alle spese della Camera, al cerimoniale, al mantenimento dell'ordine e alla sicurezza delle sedi della Camera, secondo le disposizioni del presidente. A tal fine, poiché la forza pubblica non può entrare nelle sedi della Camera senza autorizzazione del presidente, i questori dispongono degli assistenti parlamentari.
Sovraintende altresì alla regolamentazione dell'attività dei Giornalisti e dei Rappresentanti di Interessi presso la Camera dei Deputati, di comune intesa rispettivamente con l'Associazione della Stampa Parlamentare - A.S.P. e del Sindacato dei Rappresentanti di Interessi Parlamentari - SIRIP .

### Conferenza dei presidenti di gruppo
La Conferenza dei presidenti di gruppo è presieduta dal presidente della Camera e costituita dai presidenti di tutti i gruppi Parlamentari. Il Governo è sempre informato delle riunioni della Conferenza per farvi intervenire un proprio rappresentante (articolo 13, comma 1, del Regolamento).
Alla Conferenza possono essere, inoltre, invitati i vicepresidenti della Camera e i presidenti delle Commissioni parlamentari, nonché, ove la straordinaria importanza della questione da esaminare lo richieda, anche i rappresentanti delle componenti politiche del Gruppo misto alle quali appartengano almeno dieci deputati, nonché il rappresentante della componente formata dai deputati appartenenti alle minoranze linguistiche (articolo 13, comma 2, del Regolamento).

#### Funzioni della Conferenza dei presidenti di gruppo
La Conferenza dei presidenti di gruppo viene convocata dal presidente della Camera, ogni qualvolta lo ritenga utile, anche su richiesta del Governo o di un presidente di gruppo, per esaminare lo svolgimento dei lavori dell'Assemblea e delle Commissioni (articolo 13, comma 1, del Regolamento).
Alla Conferenza spetta definire la programmazione dei lavori della Camera, attraverso la predisposizione del programma e del calendario dei lavori dell'Assemblea (articoli 23 e 24 del Regolamento). Il presidente della Camera può convocare preliminarmente la Conferenza dei presidenti delle Commissioni permanenti.
La Conferenza delibera, inoltre, sulle richieste di urgenza relative a progetti di legge (articolo 69, del Regolamento), sul termine richiesto dal Governo per la conclusione dell'esame in Assemblea di un disegno di legge collegato alla manovra di finanza pubblica (articolo 123-bis del Regolamento), nonché sulla fissazione di un nuovo termine per la presentazione delle relazioni delle Commissioni su progetti di legge iscritti nel programma dei lavori dell'Assemblea, qualora il Governo, senza indicarne il motivo, abbia omesso di fornire nei tempi stabiliti i dati e le informazioni richiesti dalla Commissione (articolo 79, comma 7, del Regolamento).

### Gruppi parlamentari
Ai fini di un adeguato funzionamento della Camera, i parlamentari si ordinano secondo il loro orientamento politico. Questi raggruppamenti prendono il nome di Gruppi parlamentari. È previsto un gruppo misto per raccogliere i parlamentari che non riescono a formare un gruppo di almeno venti deputati o che non si iscrivono ad alcuna componente.
I gruppi hanno un organo direttivo ed eleggono un presidente. I presidenti dei gruppi parlamentari si riuniscono per decidere i lavori della Camera, nella Conferenza dei presidenti, partecipano alle consultazioni svolte dal presidente della Repubblica in occasione della formazione del Governo.
Vi è un orientamento al voto negli appartenenti al gruppo; in casi rilevanti, coloro che si dissociano, possono venire espulsi e finire così nel gruppo misto.

### Commissioni permanenti
| Commissione                                                                    | Presidente              | Presidente                     | Vicepresidenti                    | Vicepresidenti               | Segretari                  | Segretari                      |
| ------------------------------------------------------------------------------ | ----------------------- | ------------------------------ | --------------------------------- | ---------------------------- | -------------------------- | ------------------------------ |
| 1ª Affari costituzionali, affari della Presidenza del Consiglio e dell'Interno |                         | Nazario Pagano (FI-PPE)        |                                   | Riccardo De Corato (FdI)     |                            | Simona Bordonali (Lega)        |
| 1ª Affari costituzionali, affari della Presidenza del Consiglio e dell'Interno |                         | Nazario Pagano (FI-PPE)        | Matteo Mauri (PD-IDP)             |                              | Pasqualino Penza (M5S)     |                                |
| 2ª Giustizia                                                                   |                         | Ciro Maschio (FdI)             |                                   | Enrico Costa (FI-PPE)        |                            | Jacopo Morrone (Lega)          |
| 2ª Giustizia                                                                   |                         | Ciro Maschio (FdI)             | Federico Cafiero De Raho (M5S)    |                              | Michela Di Biase (PD-IDP)  |                                |
| 3ª Affari esteri e comunitari                                                  |                         | Giulio Tremonti (FdI)          |                                   | Paolo Formentini (Lega)      |                            | Emanuele Loperfido (FdI)       |
| 3ª Affari esteri e comunitari                                                  |                         | Giulio Tremonti (FdI)          | Lia Quartapelle Procopio (PD-IDP) |                              | Federica Onori (AZ-PER-RE) |                                |
| 4ª Difesa                                                                      |                         | Antonio Minardo (Misto-NI)     |                                   | Monica Ciaburro (FdI)        |                            | Marta Antonia Fascina (FI-PPE) |
| 4ª Difesa                                                                      |                         | Antonio Minardo (Misto-NI)     | Piero Fassino (PD-IDP)            |                              | Arnaldo Lomuti (M5S)       |                                |
| 5ª Bilancio, tesoro e programmazione                                           |                         | Giuseppe Mangialavori (FI-PPE) |                                   | Giovanni Luca Cannata (FdI)  |                            | Nicola Ottaviani (Lega)        |
| 5ª Bilancio, tesoro e programmazione                                           |                         | Giuseppe Mangialavori (FI-PPE) | Gianmauro Dell'Olio (M5S)         |                              | Silvia Roggiani (PD-IDP)   |                                |
| 6ª Finanze                                                                     |                         | Marco Osnato (FdI)             |                                   | Stefano Candiani (Lega)      |                            | Guerino Testa (FdI)            |
| 6ª Finanze                                                                     |                         | Marco Osnato (FdI)             | Michele Gubitosa (M5S)            |                              | Mauro Del Barba (IV-C-RE)  |                                |
| 7ª Cultura, scienza e istruzione                                               |                         | Federico Mollicone (FdI)       |                                   | Giorgia Latini (Lega)        |                            | Marco Perissa (FdI)            |
| 7ª Cultura, scienza e istruzione                                               |                         | Federico Mollicone (FdI)       | Valentina Grippo (AZ-PER-RE)      |                              | Mauro Berruto (PD-IDP)     |                                |
| 8ª Ambiente, territorio e lavori pubblici                                      |                         | Mauro Rotelli (FdI)            |                                   | Piergiorgio Cortelazzo       |                            | Massimo Milani (FdI)           |
| 8ª Ambiente, territorio e lavori pubblici                                      |                         | Mauro Rotelli (FdI)            | Agostino Santillo                 |                              | Angelo Bonelli (AVS)       |                                |
| 9ª Trasporti, poste e telecomunicazioni                                        |                         | Salvatore Deidda (FdI)         |                                   | Andrea Caroppo               |                            | Domenico Furgiuele (Lega)      |
| 9ª Trasporti, poste e telecomunicazioni                                        |                         | Salvatore Deidda (FdI)         | Andrea Casu                       |                              | Giorgio Fede (M5S)         |                                |
| 10ª Attività produttive, commercio e turismo                                   |                         | Alberto Gusmeroli (Lega)       |                                   | Ilaria Cavo (NM-MAIE)        |                            | Luca Squeri (FdI)              |
| 10ª Attività produttive, commercio e turismo                                   |                         | Alberto Gusmeroli (Lega)       | Vinicio Peluffo (PD-IDP)          |                              | Francesca Ghirra (AVS)     |                                |
| 11ª Lavoro pubblico e privato                                                  |                         | Walter Rizzetto (FdI)          |                                   | Tiziana Nisini (Lega)        |                            | Lorenzo Malagola (FdI)         |
| 11ª Lavoro pubblico e privato                                                  |                         | Walter Rizzetto (FdI)          | Marco Sarracino (PD-IDP)          |                              | Davide Aiello (M5S)        |                                |
| 12ª Affari sociali                                                             |                         | Ugo Cappellacci (FI-PPE)       |                                   | Luciano Ciocchetti (FdI)     |                            | Carlo Maccari (FdI)            |
| 12ª Affari sociali                                                             |                         | Ugo Cappellacci (FI-PPE)       | Luana Zanella (AVS)               |                              | Paolo Ciani (PD-IDP)       |                                |
| 13ª Agricoltura                                                                |                         | Mirco Carloni (Lega)           |                                   | Maria Cristina Caretta (FdI) |                            | Raffaele Nevi (FI-PPE)         |
| 13ª Agricoltura                                                                |                         | Mirco Carloni (Lega)           | Maria Chiara Gadda (IV-C-RE)      |                              | Andrea Rossi (PD-IDP)      |                                |
| 14ª Politiche dell'Unione europea                                              |                         | Alessandro Giglio Vigna (Lega) |                                   | Gianfranco Rotondi (FdI)     |                            | Calogero Pisano (NM-MAIE)      |
| 14ª Politiche dell'Unione europea                                              | Marianna Madia (PD-IDP) | Alessandro Giglio Vigna (Lega) |                                   |                              |                            |                                |

### Commissioni speciali
Due sono, invece, le Commissioni speciali: una si occupa dell'esame dei disegni di legge di conversione, l'altra è un giurì d'onore che valuta la fondatezza delle accuse nel caso in cui un deputato si senta leso nella sua onorabilità da accuse mossegli nel corso di una discussione parlamentare.

### Giunte
I membri delle giunte sono nominati dal presidente dell'assemblea cercando di rispettare il criterio della proporzionalità fra i vari gruppi parlamentari. Le giunte per la Camera sono: giunta per il regolamento, giunta per le elezioni, giunta per le autorizzazioni a procedere, per gli affari delle Comunità europee.
Le giunte per il Senato sono: giunta per il regolamento, giunta delle elezioni e delle immunità parlamentari, giunta per gli affari delle Comunità europee. Vi sarebbe inoltre la Commissione per la biblioteca e per l'archivio storico, anche se in considerazione della sua scarsa rilevanza, talvolta questa giunta parlamentare viene omessa.

### Comitato per la legislazione
Il Comitato per la legislazione, organo parlamentare presente solo alla Camera - non esiste un corrispondente al Senato - è un comitato composto da dieci deputati di nomina presidenziale, in numero pari tra maggioranza e opposizione. Il suo ruolo è quello di esprimere un parere su alcuni progetti di legge (tutti quelli di conversione di un decreto-legge e di delega legislativa, nonché quelli per cui, in generale, tale parere è stato chiesto da un quinto dei membri della Commissione che esamina il progetto in sede referente). Il parere del Comitato non si concentra tanto nel merito del provvedimento, quanto nella qualità del linguaggio giuridico con cui esso è scritto (si valutano l'omogeneità, la chiarezza espositiva ecc., nonché gli effetti che la legge avrà, se approvata, nell'ordinamento italiano).
La presidenza del Comitato varia ogni sei mesi, per permettere a tutti i dieci deputati che lo compongono di presiederlo nell'arco della legislatura (sei mesi per dieci deputati, cioè cinque anni). L'articolo di riferimento nel Regolamento della Camera dei deputati è il 16-bis (nonché il 96-bis sull'assegnazione dei decreti-legge); si vedano anche i pareri della Giunta per il Regolamento del 16 ottobre 2001 e del 6 ottobre 2009 nonché il dibattito avvenuto in seno al Comitato medesimo nella seduta del 9 ottobre 2012 (pag. 10 e 11)

### Commissioni parlamentari d'inchiesta
All'interno della Camera si possono costituire delle commissioni d'inchiesta con il compito di indagare su avvenimenti di particolare importanza per la vita dello Stato. Esse sono normalmente di tipo "bicamerale", cioè composte sia da senatori sia da deputati.
Queste funzioni, previste dall'art. 82 della Costituzione, sono svolte con gli stessi poteri dei giudici penali, ma le commissioni non hanno il potere di comminare condanne penali. Alla fine dei lavori la commissione incaricata presenta una relazione al Parlamento, il quale potrà occuparsi di prendere le misure legislative che riterrà opportune oppure di rimuovere i ministri che hanno agito contra legem.
Un esempio è la «commissione parlamentare d'inchiesta sul fenomeno della criminalità organizzata», istituita per la lotta alla mafia.
Organismi speciali nell'ambito della Camera dei Deputati
All'interno della Camera dei Deputati operano l'Associazione della Stampa Parlamentare - ASP  ed il Sindacato dei Rappresentanti di Interessi Parlamentari - SIRIP, agendo quali organismi di interlocuzione stabile con i competenti organi e uffici parlamentari in relazione alla tutela rispettivamente dei giornalisti e dei rappresentanti di interessi, uniche categorie di utenti esterni titolari di titolo di accesso stabile, permanente, istituzionale per lo svolgimento della professione nell'ambito parlamentare.
L'Associazione della Stampa Parlamentare - ASP opera dal 1918, mentre il Sindacato dei Rappresentanti di Interessi Parlamentari - SIRIP dal 2022.

### Guarentigie
L'immunità di sede dei palazzi che ospitano la Camera si estende, per quanto riguarda palazzo Montecitorio, anche allo spazio tra l'ingresso principale e l'obelisco della piazza; la giurisdizione degli Assistenti Parlamentari, agli ordini dei deputati questori, cede alla forza pubblica esterna (polizia e carabinieri) soltanto su esplicito consenso del presidente della Camera.
Tale consenso è stato accordato nel caso dell'inchiesta penale del 2009 per falso nelle timbrature della presenza di alcuni dipendenti nell'orario di servizio: sono stati effettuati controlli di polizia (seppure dall'Ufficio di polizia interno a Montecitorio) che trovano precedenti soltanto nei pedinamenti autorizzati nel 1935-1936 dal presidente Costanzo Ciano in un caso di pederastia che diede luogo al collocamento a riposo di un direttore dell'ufficio di questura.

## Riduzione del numero complessivo dei parlamentari
L'11 luglio 2019 è stata approvata dal Senato, in seconda deliberazione, a maggioranza assoluta inferiore ai due terzi dei suoi componenti, la proposta di legge costituzionale recante Modifiche agli articoli 56, 57 e 59 della Costituzione in materia di riduzione del numero dei parlamentari.
L'8 ottobre 2019 la stessa proposta di legge costituzionale è stata approvata dalla Camera dei deputati, in seconda deliberazione, a maggioranza dei due terzi dei propri componenti. Il 12 ottobre 2019 il testo è stato pubblicato sulla Gazzetta Ufficiale della Repubblica.
Come si evinceva dal testo della legge, a seguito dell'entrata in vigore della stessa e solo a partire dalla successiva legislatura, il numero dei deputati sarebbe diminuito da 630 a 400 (di cui 8 eletti all'estero, invece dei 12 precedenti).
L'11 gennaio 2020 è stato depositato in Cassazione il quesito per indire un referendum sulla legge firmato da 71 senatori, superando così il minimo costituzionale di 64 (1/5 dei componenti di una Camera).
Il 23 gennaio 2020 l'Ufficio centrale per il referendum della Corte di cassazione ha dichiarato che la richiesta di referendum è conforme all'art. 138 Cost. ed ha accertato la legittimità del quesito referendario.
In seguito alla deliberazione del Consiglio dei Ministri (adottata nella riunione del 27 gennaio 2020), il Presidente della Repubblica ha indetto, il 28 gennaio 2020, tramite D.P.R., il referendum popolare, ed ha convocato i relativi comizi per domenica 29 marzo 2020. Il D.P.R. è stato pubblicato sulla Gazzetta Ufficiale della Repubblica il 29 gennaio 2020. Il voto ha subìto un rinvio al 20-21 settembre 2020 a causa delle misure di confinamento collegate alla pandemia di COVID-19. La riforma sottoposta a referendum è stata approvata con il 69,96% dei voti ed è divenuta la legge costituzionale n. 1/2020.